# Куньит
Куньит — действующий вулкан в Индонезии, Суматра. Его конус сильно разрушен. Кратер окружён тропическими лесами на пепловых полях. За последнюю активность длившуюся с 1905 года до 1951 года было образовано несколько лавовых полей. В 1951 году (4:00 утра, 6 мая) при образовании одного из лавовых полей исчезло 2 посёлка[уточнить]. На северной стороне вулкане в настоящая время фумарольная активность.